# Velika simbolična loža Madžarske
Velika simbolična loža Madžarske je prostozidarska velika loža na Madžarskem, ki je bila ustanovljena 21. marca 1886.
Združuje 7 lož, ki imajo skupaj 270 članov.